# Potamia
Potamia fue una santa de España muerta alrededor de 597; educada siguiendo la dirección de Millán, según cuenta San Braulio.
Junto a ella, también fueron discípulos San Citonato, San Geroncio y San Sofronio, 
Al morir su maestro, se retiró a hacer vida de ermitaño en las montañas de La Rioja, desechando la vida aristócrata que había llevado antes.
Muchos años después de su muerte se enterró su cadáver en la iglesia de San Salvador, en Santurce. Después se lo trasladó al Monasterio de San Millán de Suso.
Actualmente existe una bella escultura policrómica en el Monasterio de San Millán de Yuso.
Por los alrededores de San Millán de la Cogolla existe una ermita barroca del siglo XVIII dedicada a esta santa.
Su festividad se celebra en enero.
No confundir con otras santas del mismo nombre, cuyas festividades se celebran el 15 de abril y el 30 de julio.